# Grosse Hamburger Strasse
Grosse Hamburger Strasse, tysk stavning: Große Hamburger Straße, är en omkring 400 meter lång gata i stadsdelen Mitte i Berlin. Den leder från Oranienburger Strasse i söder till Auguststrasse i norr.

## Historia

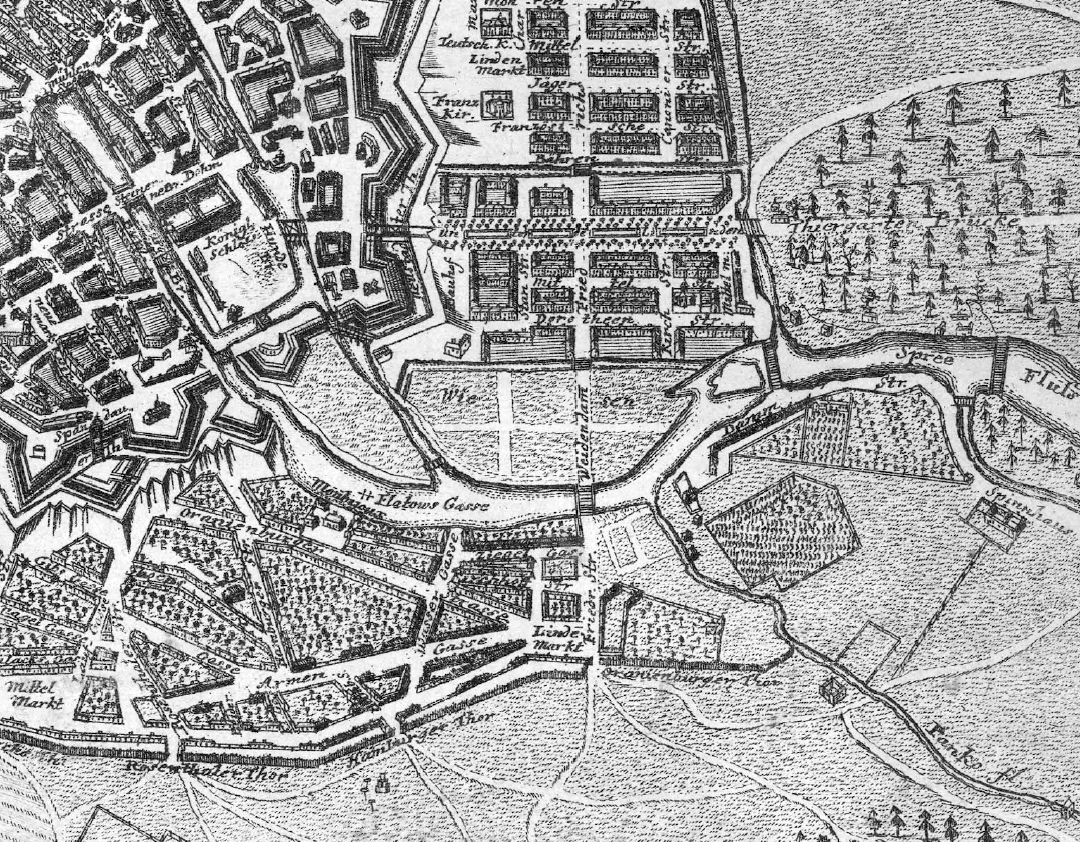
Detalj av Dusableaus stadskarta från 1723, med Spandauer Vorstadt och Hamburger Strasse inritade.

Gatan Hamburger Strasse anlades omkring år 1700 i samband med utbyggnaden av Spandauer Vorstadt, då gatan ledde norrut mot en av de nya stadsportarna i Berlins tullmur, Hamburger Tor. Redan på Dusableaus stadskarta från 1723 är gatan utmärkt som Hamburger Strasse. År 1737 delades den upp i Grosser Hamburger Strasse söder om Auguststrasse och Kleine Hamburger Strasse mellan Auguststrasse och Torstrasse, vilket visas på stadskartan från följande år. 
Gatan stenlades år 1740. Husnumreringen följer den äldre principen för husnumrering i Berlin med hästskonumrering, det vill säga, nummer 1 ligger på västra sidan av korsningen med Auguststrasse och numreringen följer därifrån söderut till nummer 21 vid den västra sidan av södra änden; på östra sidan löper numreringen från nummer 25 närmast Oranienburger Strasse och sedan norrut till nummer 42 på östra sidan av korsningen med Auguststrasse.
Gatans historia av samexistens av såväl judiska som protestantiska och katolska Berlinbor har föranlett epitetet "Toleranzgasse", toleransens gränd, men på grund av de förbrytelser som skedde här under Nazityskland talas även om "Strasse der Toleranz und des Todes", toleransens och dödens gata.

## Byggnader

### Västsidan
- Hyreshusen nummer 2 och 3 är byggnadsminnesmärkta och uppfördes omkring 1875 respektive 1865.
- Nummer 5-11 är det katolska St. Hedwig-sjukhuset, Berlins näst äldsta storsjukhus efter Charité. Huvudbyggnaden inklusive Mariakapellet ritades av Vincenz Statz och uppfördes från 1851 till 1854 och är idag byggnadsminne. I sjukhusbyggnaden bodde tidvis den f.d. rikskanslern Heinrich Brüning under åren 1932 till 1934, men han tvingades i exil efter att Fullmaktslagen beslutats. Under åren 1942 till 1945 hjälpte läkaren Erhard Lux och socialarbetaren Marianne Hapig många judar att gömma sig undan deportation, med stöd av nunnor och anställda på sjukhuset.
- Nummer 12 uppfördes 1881 och är listad som byggnadsminne.
- Hörnhuset nummer 13/14 är en av de få kvarvarande tidiga byggnaderna från stadsdelens anläggande under 1700-talet. Det omnämns 1755 som bostad till slaktarmästaren Carl Friedrich Heber och har sedan uppförandet av den nyare delen 1820 inte förändrats i större utsträckning. Fyrvåningsflygeln mot Krausnickstrasse uppfördes 1862, efter att två hus här rivits och Krausnickstrasse förlängts fram till Grosse Hamburger Strasse 1860.
- Huset nummer 15/16 är listat som byggnadsminne och inrymmer en restauranglokal. Gårdshuset förstördes i ett bombanfall under andra världskriget och på platsen finns sedam 1990 ett minnesmärke över husets tidigare invånare, The Missing House, utfört av konstnären Christian Boltanski.
- Hus nummer 17 är byggnadsminne och uppfördes 1828. Fasaden markerar den äldre gatubredden. Här ligger idag Hamburger Höfe, en blandning av bostäder och kontor runt innergårdar som färdigställdes 2010.
- Hus nummer 18/19 är också byggnadsminne, som idag inrymmer Haus der Caritas, med beroenderådgivning, ett gatucafé och ett gruppboende. 1934 öppnade Don Boscos salesianer ett boende för hemlösa här.
- Nummer 19a är det äldsta huset i Spandauer Vorstadt, troligen uppfört 1692, uppdelat 1827 och därefter flera gånger ombyggt. På grund av husets historiska betydelse behölls husets planlösning med alla historiska egenheter och takkonstruktionen oförändrade vid renoveringen 1996. Taket är försett med en ny bärande konstruktion mellan de gamla takstolarna.

### Östsidan
- Hyreshusen nummer 24 och 25 är byggnadsminnen och uppfördes 1867 respektive 1864.
- Nummer 26 inrymde från 1829 Berlins judiska församlings första ålderdomshem. En ny byggnad uppfördes för ålderdomshemmet 1844. Tillsammans med den intilliggande judiska skolan kom ålderdomshemmet att 14 november 1942 omvandlas till uppsamlingsläger av Gestapo. Härifrån deporterades omkring 55 000 judiska Berlinbor till koncentrationslägren Theresienstadt och Auschwitz, där de mördades. Ålderdomshemmet förstördes 1943 och ruinerna avlägsnades efter kriget. På platsen för ålderdomshemmet står sedan 1984 en skulpturgrupp av Will Lammert som ursprungligen var avsedd för minnesplatsen vid Ravensbrücks koncentrationsläger. På tomten finns även ingången till den gamla judiska kyrkogården, som grundades 1672 och stängdes 1827. Den låg då direkt bakom ålderdomshemmet. Från 1700-talet låg det judiska församlingshemmet här och det judiska sjukhuset, grundat 1756 och senare flyttat till Auguststrasse 1861.
- På nummer 27 grundades 1862 den judiska församlingens gosskola. Den 11 april 1942 utrymdes byggnaden på order av Reichssicherheitshauptamt och 30 juni stängdes skolan permanent. En minnestavla och ett reliefporträtt över skolans grundare, filosofen Moses Mendelssohn, är uppsatt här. Den skulpturutsmyckade inskriptionen över skolans ingång, "Knabenschule der Jüdischen Gemeinde", överlevde nazisternas försök till utradering av judiska symboler och finns bevarad. Sedan 1992 drivs skolbyggnaden åter av den judiska församlingen som skola, sedan 2012 under namnet Jüdisches Gymnasium Moses Mendelssohn.
- Nummer 28 är ett bostadshus som uppfördes för Sophiaförsamlingen 1901 efter ritningar av Kurt Berndt.
- På tomten 29-31 ligger Sophienkirche, ritad av Philipp Gerlach och uppförd 1712–1713. Tornet är ett framstående exempel på bevarad barockarkitektur i Berlin. Till byggnadskomplexet hör även församlingshemmet som idag släpper igenom vyn över kyrkan, som tidigare var dold av gatans bostadshus. Den omgivande kyrkogården för Sophiaförsamlingen stängdes 1853. I kyrkans yttervägg finns vid sakristian en minnestavla över poeten Karl Wilhelm Ramler och på den norra väggen finns en minnestavla över Anna Louisa Karsch. Förutom en rad gravar från andra världskrigets sista dagar vid Sophienstrasse finns här även flera hedersgravar, bland annat för Sing-Akademie zu Berlins grundare Carl Friedrich Zelter och historikern Leopold von Ranke.
- Nummer 32, 33, 34, 35, 36, 36a och 37 är alla som delar av Spandauer Vorstadts historiska bebyggelse listade som byggnadsminnen.